# Нанкінський договір
Нанкі́нський договір — договір між Великою Британією та Китаєм, підписаний 29 серпня 1842 року, після поразки Китаю у Першій опіумній війні (1840–1842).
Згідно з договором Велика Британія отримала Гонконг, Китай виплатив контрибуцію в сумі близько 21 000 000 доларів, частина китайських міст була відкрита для іноземної торгівлі (Кантон, Амой, Фучжоу, Нінбо та Шанхай).